# Norsk Bergverksmuseum

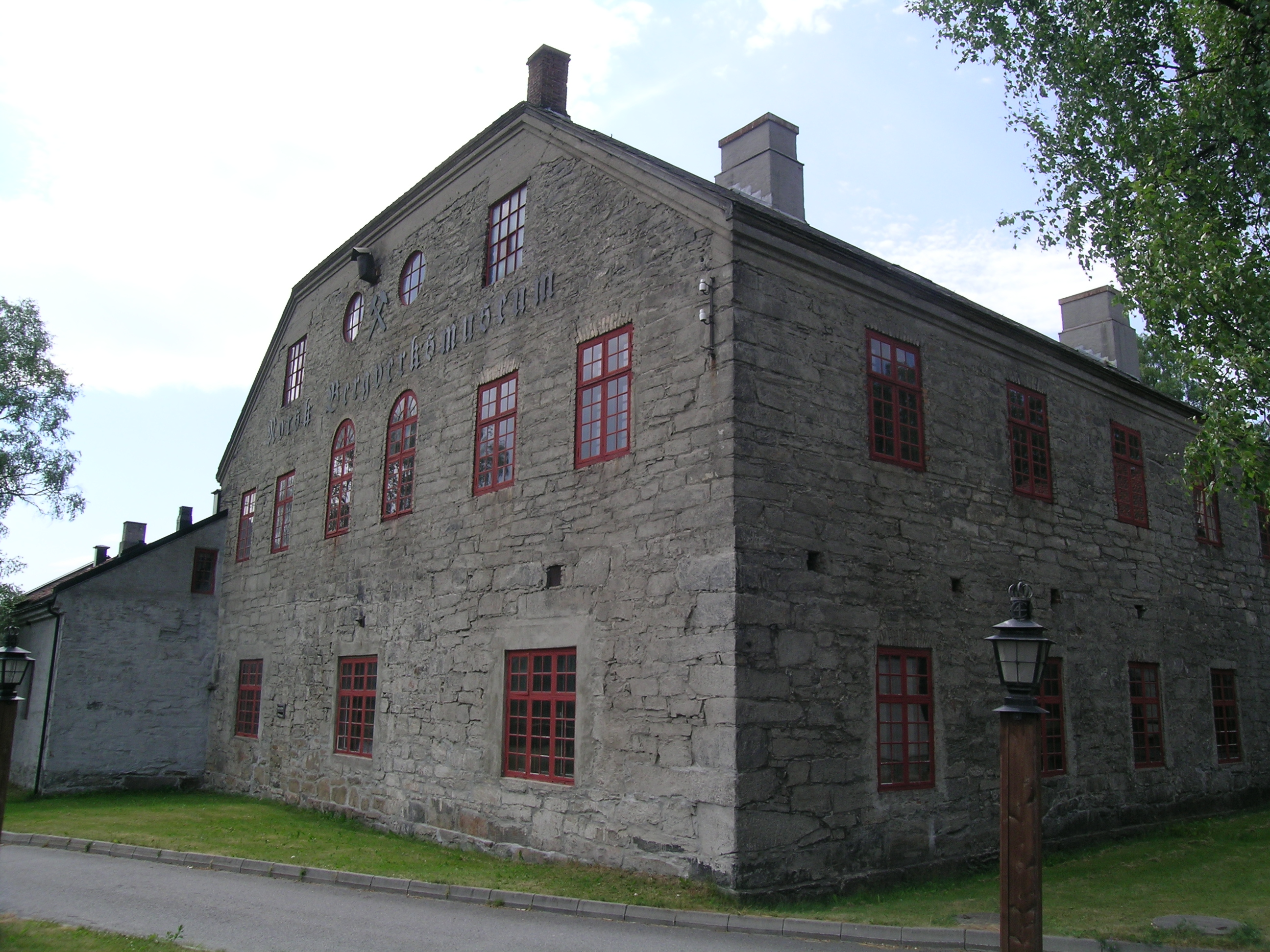
Norsk Bergverksmuseum

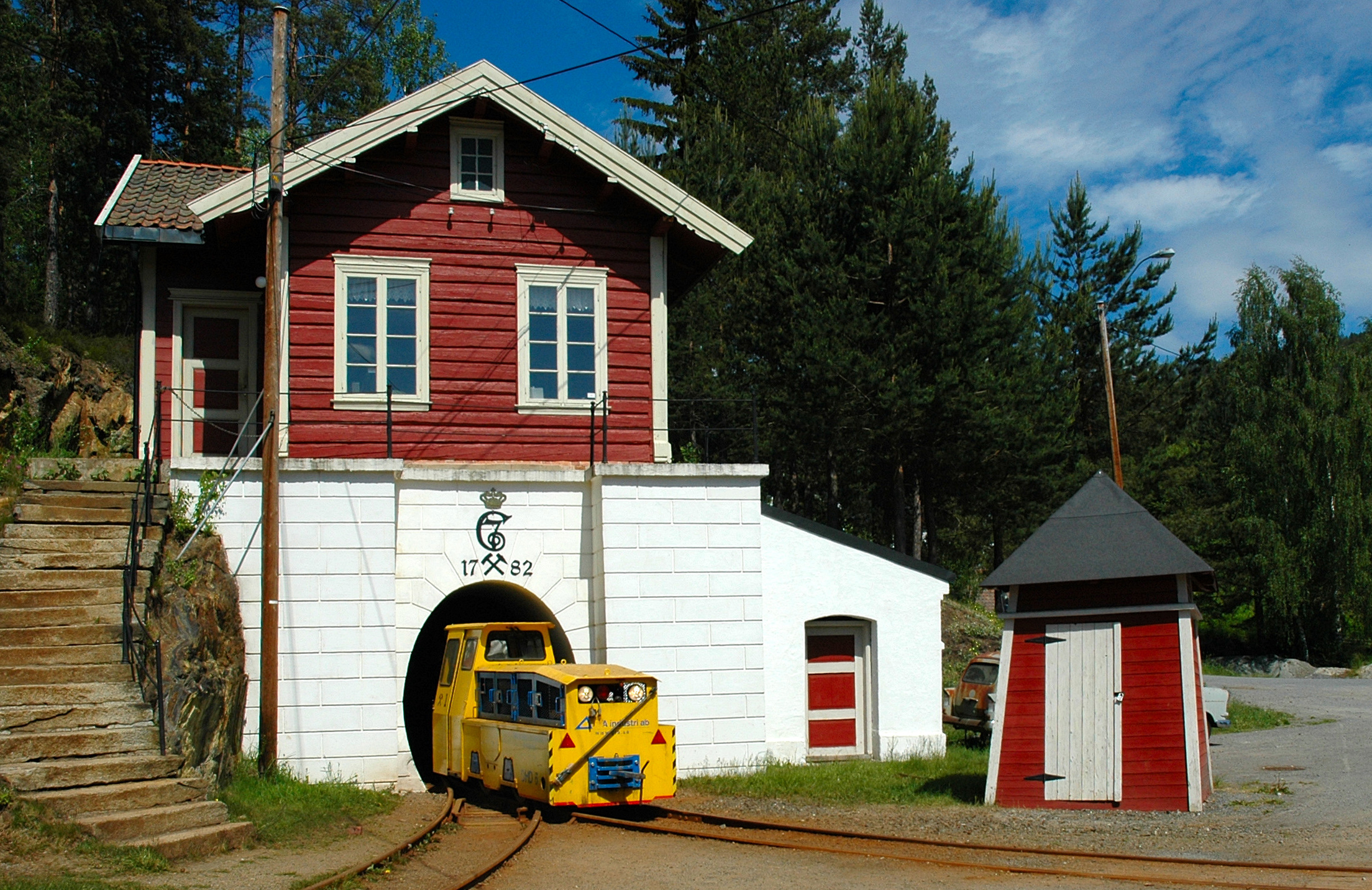
De zilvermijnen

Het Norsk Bergverksmuseum ("Noors mijnmuseum") is een museum in de Noorse plaats Kongsberg. Het museum is gevestigd in een smelthal uit 1844 en werd geopend in 1945. Het belicht de geschiedenis van de voormalige zilvermijnen (Kongsberg Sølvverk), die als onderdeel van het museum acht kilometer verderop liggen in Saggrenda. 
Tot het museum behoort ook Den Kongelige Mynts museum (Koninklijk Muntmuseum), een muntencollectie van de Noorse Koninklijke Munt, die sinds 1686 in Kongsberg is gevestigd. Ook het Kongsberg Skimuseum en het wapenmuseum Kongsberg Våpenfabrikks museum zijn afdelingen van het museum.